# Opłakujący rodzice
Opłakujący rodzice (niem. Trauerndes Elternpaar) – grupa figuralna przedstawiająca rodziców opłakujących śmierć syna, projektu niemieckiej rzeźbiarki Käthe Kollwitz (1867–1945), poświęcona jej 18-letniemu synowi Peterowi Kollwitzowi poległemu podczas I bitwy pod Ypres w październiku 1914 roku. Rzeźba znajduje się na cmentarzu wojennym we Vladslo w Belgii, gdzie spoczywa Peter Kollwitz.

## Opis
Grupa figuralna z szarego granitu przedstawia naturalnej wielkości postaci klęczących rodziców. Ojciec klęczy wyprostowany, z podniesioną głową, obejmując rękami klatkę piersiową. Wzrok kieruje w dół, a jego zaciśnięte usta opadają w kącikach. Matka klęczy pochylona, skulona w sobie, z rękoma obejmującymi klatkę piersiową schowanymi pod połami płaszcza. Ma zamknięte oczy. Postaci mają rysy twarzy Käthe i Karla Kollwitzów. Kilka metrów dalej znajduje się grób ich syna Petera.

## Historia
Peter Kollwitz (1896–1914) zgłosił się do Armii Cesarstwa Niemieckiego na ochotnika. Jako niepełnoletni potrzebował zgody rodziców – matka przekonała ojca. Poległ w nocy z 22 na 23 października 1914 roku podczas ataku na Diksmuide. Kollwitz został pochowany początkowo na cmentarzu wojennym Roggeveld, a potem na cmentarzu wojennym we Vladslo w Zachodniej Flandrii, gdzie spoczywa ponad 25 tysięcy żołnierzy niemieckich.
Według notatek rzeźbiarki, Kollwitz zaczęła planować pomnik ku czci syna i wszystkich poległych w grudniu 1914 roku. Zaangażowała się na rzecz pokoju, pisała teksty dla „Vorwärts”, organu prasowego socjaldemokratów. W jednym z nich przywołała cytat z Goethego „Saatfrüchte dürfen nicht vermahlen werden” (pol. „ziarna na siew nie wolno mielić”). Praca nad pomnikiem zajęła jej 18 lat. Początkowo planowała umieścić napis „Hier liegt die Jugend” (pol. „Tu leży młodość”), lecz zmieniła zdanie i pod wpływem Ernsta Barlacha (1870–1938) nadała rzeźbom rysy własne i męża. Rzeźby zostały wykonane z belgijskiego granitu przez Augusta Rhadesa (1886–1979) oraz Fritza Diedericha (1869–1951) i zostały wystawione w przedsionku berlińskiej Nationalgalerie.
24 czerwca 1932 roku rzeźby zostały postawione w obecności rzeźbiarki i jej męża na cmentarzu wojennym Roggeveld. Dzieło nie było dobrze odebrane – Belgowie odbierali rzeźbę jako postaci wrogów, a Niemcy nie rozumieli braku odniesień do heroizmu. Organ prasowy NSDAP „Völkischer Beobachter” pisał nawet, że tak nie wyglądają niemieckie matki.
W 1956 roku cmentarz Roggeveld wraz z innymi mniejszymi cmentarzami został przeniesiony do Vladslo.